# 紐約州第二十六國會選區
紐約州第二十六國會選區（英語：New York's 26th congressional district）是美国纽约州的一個國會選區，始於1823年。
自2003年起範圍包括紐約州西部，水牛城及羅徹斯特之間、伊利湖岸以南、亞利加尼高原以北的地區。2000年人口654,360人。根據库克党派投票指数本區是共和黨佔優的選區。
2011年2月9日，已婚的共和黨籍當區議員克里斯·李由於在網上勾搭女性辭職，議席因此懸空。民主黨的凱西·霍赫爾在5月24日的補選中勝出。自2013年起，民主黨的布萊恩·希金斯為當區眾議員。